# Horistomyia oxycantha
Horistomyia oxycantha là một loài ruồi trong họ Limoniidae. Chúng phân bố ở miền Australasia.